# Parlement van Ierland

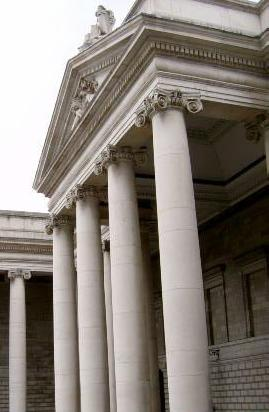
Voorgevel van het voormalige Ierse parlementsgebouw in Dublin. Tegenwoordig bevindt zich hier een deel van de Bank of Ireland.

Het Parlement van Ierland (Iers: Parlaimint na hÉireann; Engels: Parliament of Ireland) was een wetgevende instantie die in het Ierse Dublin bestond van 1297 tot 1800. Gedurende de vroegmiddeleeuwse periode onder de Heerlijkheid Ierland had het soms een tweekamerstelsel, soms een driekamerstelsel. Het Lagerhuis werd verkozen onder een heel beperkt kiesrecht, terwijl in het Hogerhuis Lords Temporal van de zogenaamde Peerage en Lords Spiritual van de hoge clerus zetelden. Het derde lichaam was de House of Proctors (vertaald: Huis van Procureurs bij de Kerkelijke Rechtbank) die bestond uit vertegenwoordigers van de lage clerus. De leden van deze kamer moesten soms in een afzonderlijk huis zetelen, maar op andere momenten maakten te gewoon deel uit van het Lagerhuis. De status van de Proctors is vandaag nog steeds onduidelijk. Wat daarentegen wel geweten is, is dat hun parlementaire stemmen zowel in het aparte huis als in de andere kamers uiteindelijk afgeschaft werden door koning Hendrik VIII van Engeland in 1537. Op die manier was het mogelijk om de Act of the Supreme Head door te voeren gezien de proctors hier sterk tegen gekant waren. Verder maakte het tevens de bekrachtiging van een wet mogelijk die Hendrik VIII en zijn opvolgers toeliet om een twintigste van de kerkinkomsten op te eisen en hoger beroep bij de paus in Rome af te schaffen. Formeel hadden ze in het begin vooral een adviserende rol, maar dit evolueerde mettertijd tot stemmende leden in het parlement. De vermindering van hun politieke rechten verzekerde dus de goedkeuring van belangrijke wetten in oktober 1537.
Het belangrijkste opzet van het parlement was de goedkeuring van belastingen die vervolgens geheven werden door en voor de Heerlijkheid Ierland. Diegene die de meeste belastingen konden betalen waren de clerus, handelaars en grootgrondbezitters. Zij kwamen dan ook in aanmerking om te zetelen in het parlement. In 1541 stemde het parlement voor de stichting van het Koninkrijk Ierland.
Over de eeuwen heen kwam het Ierse parlement samen op een aantal locaties zowel in als buiten Dublin. De eerste plek waarvan de datum en coördinaten gekend zijn, is Castledermot in County Kildare op 18 juni 1264. Dit is enkele maanden vroeger dan het eerste Parlement van Engeland met verkozen leden. Bij de meeste bekende plaatsen horen ook Dublin Castle, Bluecoat School en Chichester House. Vandaag vinden de parlementaire zittingen plaats in de Houses of Parliament op College Green.